# Utkomst
En utkomst är en resurs eller en belägenhet som möjliggör ett uppehälle. En utkomst kan till exempel vara ett arbete, jordbruksmark, ett kapital eller ett fiskevatten.
Inkomst brukar avse de intäkter man kan tillgodogöra sig från utkomsten.